# Ruta 612 (Costa Rica)
La Ruta 612, oficialmente Ruta Nacional Terciaria 612, es una ruta nacional de Costa Rica ubicada en la provincia de Puntarenas.

## Descripción
En la provincia de Puntarenas, la ruta atraviesa el cantón de Coto Brus (los distritos de San Vito, Pittier, Gutiérrez Braun).